# Trần Thu Hà (vận động viên bóng bàn)
Trần Thu Hà (sinh năm 1971 tại Hải Phòng) là một nữ vận động viên bóng bàn người Việt Nam. Cô nổi tiếng năm 1991 khi giành kỳ tích Huy chương Vàng bóng bàn đồng đội tại Sea Games 16 tại Manila, Philippines. Năm 1997, do chấn thương, Thu Hà giải nghệ và sang Úc định cư cùng gia đình.